# Hurricane (lokomotiva)

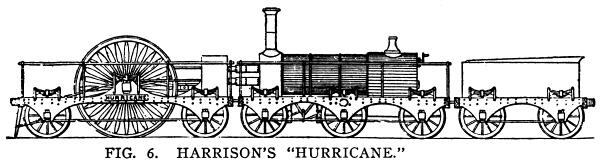
HURRICANE

Hurricane byla parní lokomotiva z roku 1838, rozdělená na dva rozpojitelné díly a tendr. Na předním díle byl lokomotivní parní stroj, jeho pojezd byl tvořen jedním hnacím dvojkolím o průměru 3 metry uprostřed a dvěma běžnými dvojkolími. Na dalším díle byl parní kotel a stanoviště strojvedoucího, jeho pojezd se skládal ze tří běžných dvojkolí. 
Na toto uspořádání, které mělo umožnit, aby při opravách kotle nebyla vyřazena celá lokomotiva, získal její konstruktér T. E. Harrison od firmy R. W. Hawthorne  patent.
Obory strojírenství byly v těchto letech ještě v počátcích a tak tato konstrukce vycházela z tehdejších poznatků. Podobný konstrukční omyl udělal o pár let později ve Spojených státech konstruktér G. A. Nichols, vrchní inspektor Philadelphia & Reading Railroad, který také navrhl podobně dělenou lokomotivu. Nicholsonův návrh ovšem vycházel z jiných potřeb – pro spalování antracitu potřeboval získat dostatečně velkou roštovou plochu. 
Sklon k užívání velkých kol byl založený na rámcově správné, leč v praxi nevhodné představě, že velká kola příznivě ovlivňují rychlostní možnosti. To vedlo ke konstrukci některých lokomotiv s obrovskými hnacími koly. Prakticky ale rychlost více ovlivňuje výkon kotle. Zejména Cramptonovy lokomotivy, konstruované v Evropě i ve Spojených státech kolem roku 1850, měly kotle tak malé, že při jízdě vyšší rychlostí způsoboval nedostatečný vývin páry již po ujetí pěti mil zpomalení vlaku. 